# إسماعيل بن عبد الله بن قسطنطين
أبو إسحاق إسماعيل بن عبد الله بن قسطنطين المخزومي، المعروف بالقسط، (100 هـ _ 170 هـ)، قارئ أهل مكة في زمانه، تلقى القرآن على عبد الله بن كثير وغيره، وكان ثقة، ضابطا، جلس للإقراء، فأقرأ الناس زمانا طويلا، توفي سنة سبعين ومائة.

## قراءته

### شيوخه
تلقى إسماعيل القرآن على ابن كثير الإمام الثاني من أئمة القراءات. كما أخذ القرآن عن كل من شبل بن عباد، ومعروف بن مشكان، وسمع من علي بن زيد بن جدعان.

#### تلاميذه
جلس للإقراء، فأقرأ الناس زمانا طويلا، وقد تتلمذ عليه الكثيرون منهم: الإمام محمد بن إدريس الشافعي، وعكرمة بن سليمان، وداود بن شبل بن عباد، وعبد الله بن زياد، وأبو قرّة موسى بن طارق، وأبو الإخريط وهب بن واضح، وآخرون.